# 賽爾克堅·比拉什
赛尔克坚·比拉什（1974年—），出生於中國新疆博爾塔拉蒙古自治州，2000年移民哈薩克斯坦，是該國的异议人士與人权活动家，關注新疆人權以及哈薩克人權。

## 生平
2019年3月10日，赛尔克坚·比拉什在哈薩克斯坦阿拉木图的拉哈特宮酒店（Rahat Palace Hotel）遭10余名哈萨克斯坦安全会议人员和警察逮捕，比拉什被指控涉嫌觸犯哈薩克斯坦刑法第174條中「挑撥民族、宗教仇恨罪」，比拉什的妻子艾黛珊（Leila Adilzhan）目堵整个抓捕过程。比拉什的妻子擔憂丈夫會送到中國。而多個西方國家駐哈國使館均關切事件的進展。
8月16日，赛尔克坚在遭软禁五个月后，被法院裁定罚款约300美金后释放。赛尔克坚和检察官达成一项协议，包括不再公开批评中国政府在新疆推行的政策、不参与政治活动等。赛尔克坚的辩护律师艾曼·乌玛洛娃始终认为其当事人无罪，并拒绝该协议中的有关「认罪」的内容。
2020年12月9日，赛尔克坚被迫离开生活近20年在哈萨克的家，移居土耳其伊斯坦布尔。
2021年1月，赛尔克坚前往美國。6月23日，賽爾克堅指控中國從2018年開始安排中央企業進入哈薩克進行「投資」，2020年更進一步開通了成都至哈薩克最大城市阿拉木圖的航線。而這些中國央企，包括中國石油天然氣集團、中國石化等，赴哈薩克的所謂「工作人員」，可能都是中國的秘密武裝人員。「他們身高幾乎都是一米八，身材很魁武，而且都是統一短頭髮，就是武警或軍隊的那種短頭髮，他們的身材不像是一般普通的工人，一看就知道是有過訓練的」。賽爾克堅表示，中國官方發布央企的名單，就已經多達55間，他質疑不在正式名單的央企可能更多。
7月13日，赛尔克坚陪同逃離新疆集中營的哈薩克人古孜拉·阿瓦爾汗至華府參與美國國會蘭托斯人權委員會的全球宗教自由聽證會（The State of Religious Freedom Around the Globe）。

## 外部連結
- YouTube上的赛尔克坚·比拉什頻道